# Сумасшедшие на стадионе
«Сумасшедшие на стадионе» (фр. Les fous du stade) — французский комедийный фильм режиссёра Клода Зиди, снятый в 1972 году. Премьера состоялась 22 сентября 1972 года.
Главные роли исполнили участники комик-группы «Шарло».

## Сюжет
В маленьком французском городке должны состояться спортивные соревнования. Весь город украшен флагами и транспарантами, но тут появляются они, и все в очередной раз становится с ног на голову. Парни собираются принять участие в состязаниях, чтобы доказать, что они не хуже известных и сильных спортсменов могут завоевывать призовые места. Их способы борьбы за первенство хоть и не очень честны, но уж очень смешны...

## В ролях
| Актёр           | Роль                               |
| --------------- | ---------------------------------- |
| Жерар Ринальди  | Жерар                              |
| Жан Саррюс      | Жан                                |
| Жерар Филипелли | Фил                                |
| Жан-Ги Фешнер   | Жан-Ги                             |
| Поль Пребуа     | бакалейщик папаша Жюль, отец Делис |
| Мартина Келли   | Делис, дочь бакалейщика            |
| Жерар Крос      | Люсьен, сын бакалейщика            |
| Жак Сейлер      | тренер сборной                     |
| Франсуа Каде    | солдат                             |
| Ги Люкс         | первый комментатор                 |
| Эмабль          | второй комментатор                 |
| Жан Ван Нес     | скульптор                          |
| Пьер Гальди     | имя персонажа не указано           |
| Патрик Жилль    | имя персонажа не указано           |
| Жан Эскенази    | имя персонажа не указано           |
| Гу              | имя персонажа не указано           |